# Oreophryne cameroni
Espèce
Oreophryne cameroni est une espèce d'amphibiens de la famille des Microhylidae.

## Répartition
Cette espèce est endémique de Papouasie-Nouvelle-Guinée. Elle se rencontre entre 550 et 850 m d'altitude :
- dans les monts Adelbert dans la province de Madang ;
- dans les monts Torricelli dans la province de Sandaun.

## Description

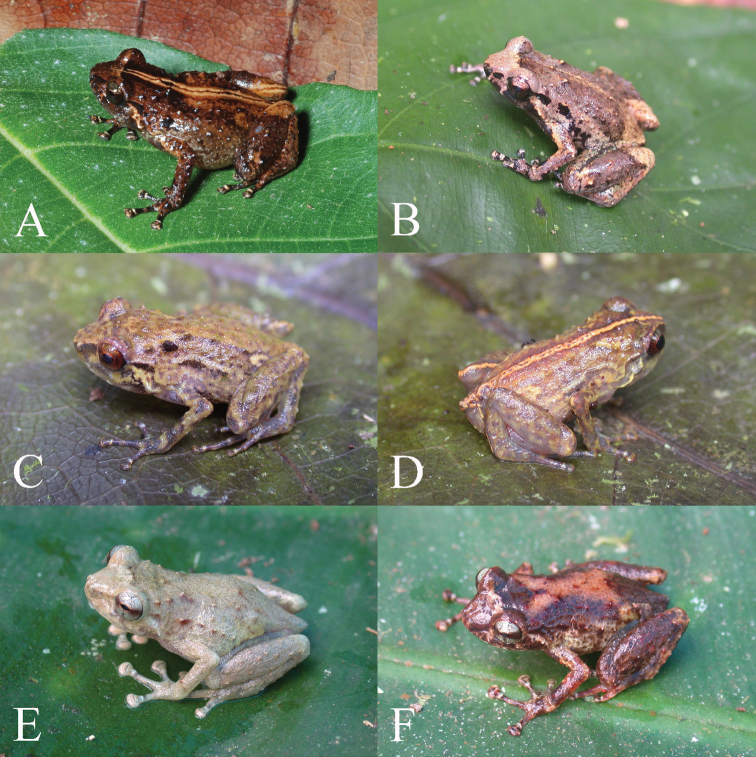
Oreophryne cameroni Photos A et B

Les 3 mâles adultes observés lors de la description originale mesurent entre 19,5 mm et 20,4 mm.

## Étymologie
Cette espèce est nommée en l'honneur de H. Don Cameron.

## Publication originale
- Kraus, 2013 : Three new species of Oreophryne (Anura, Microhylidae) from Papua New Guinea. ZooKeys, no 333, p. 93–121 (texte intégral).